# Espurio Larcio
Espurio Larcio  fue un político y militar romano de los siglos VI y V a. C. perteneciente a la gens Larcia.

## Familia ycognomen
Larcio fue hermano del también consular Tito Larcio. Las fuentes clásicas no se ponen de acuerdo en cuál fue su cognomen dando unas «Flavo» y otras «Rufo».

## Carrera pública
Durante el ataque de Larte Porsenna a Roma, fue una de las tres personas que se distinguieron en la defensa del puente Sublicio, impidiendo el acceso a la ciudad de las tropas etruscas que avanzaban desde el Janículo. Tras la batalla, encabezó con Tito Herminio Aquilino una embajada para aprovisionar la ciudad de alimentos.
Fue elegido cónsul en el año 506 a. C. y por segunda vez en el año 490 a. C. Fue uno de los prefectos de la Ciudad y formó parte de la embajada enviada a parlamentar con Coriolano cuando este sitiaba Roma. Fue nombrado interrex en el año 480 a. C. con objeto de celebrar las elecciones consulares.